# اولریش پولترا

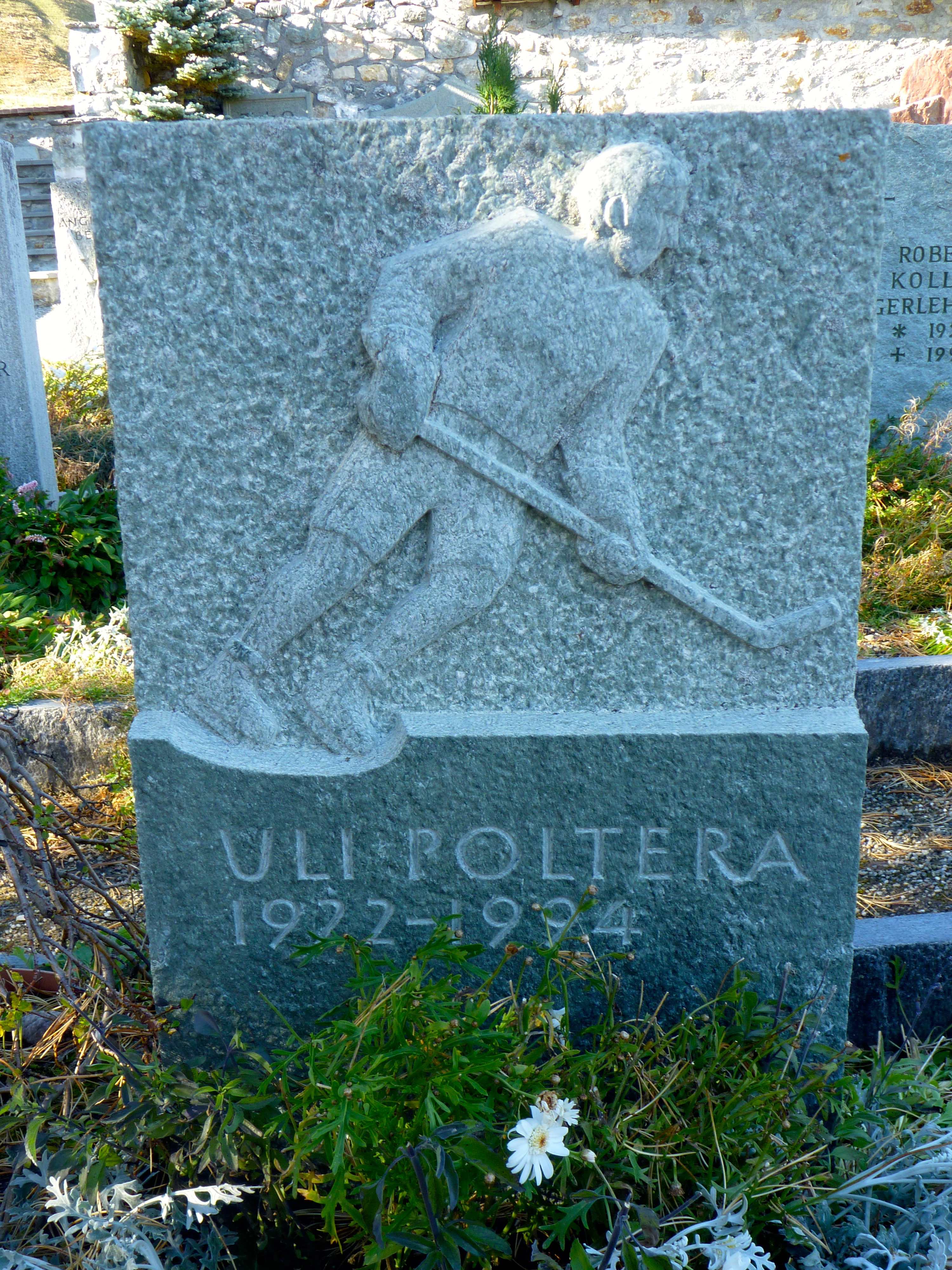
نمایی از سنگ‌مزار اولریش پولترا - ۲۰۱۲

اولریش پولترا (انگلیسی: Ulrich Poltera; ۱۷ ژوئیهٔ ۱۹۲۲ – ۲۲ مارس ۱۹۹۴) ورزشکار هاکی روی یخ اهل سوئیس بود.
او در مسابقات کشوری و بین‌المللی در مجموع برندهٔ ۱ مدال برنز شده‌است.